# Rob Schoofs
Rob Schoofs (Herk-de-Stad, 23 maart 1994) is een Belgisch voetballer die als middenvelder speelt. Hij stroomde in 2011 door vanuit de jeugd van Sint-Truidense VV. Sinds 2017 speelt hij bij KV Mechelen.

## Carrière

### STVV
Schoofs tekende als zesjarige een aansluitingskaart bij Amandina VC waarna hij op zijn de overstap maakte naar de jeugdwerking van STVV. Hij begon aan het seizoen 2010/11 in de beloftenkern. Een week later mocht hij met de A-kern meetrainen. Op 20 maart 2011 maakte hij zijn officieel debuut in eerste klasse tegen Sporting Lokeren. Hij viel in tijdens de laatste match van de reguliere competitie 2010/11 in de 70e minuut. In het seizoen 2011/12 kwam hij aan 9 wedstrijden in het eerste elftal van de club, STVV degradeerde dat seizoen wel uit de eerste klasse. Het seizoen erna was hij basisspeler bij de club die nu in de tweede klasse uitkwam, hij kwam in dat seizoen uiteindelijk aan 22 wedstrijden. Op 14 december 2013 scoorde hij zijn eerste officiële doelpunt in zijn profcarrière in de wedstrijd tegen Hoogstraten VV. Voor het seizoen 2014/15 besloten de clubleiding en coach Yannick Ferrera om Schoofs de aanvoerdersband te geven om zo de nadruk extra te leggen op de jeugd. Schoofs werd dat seizoen met Sint-Truiden kampioen in tweede klasse en promoveerde dus opnieuw naar de hoogste afdeling voor het seizoen 2015/16.

### KAA Gent
Op 25 januari 2016 tekende hij een contract voor 3,5 seizoenen bij KAA Gent, dat volgens de geruchten om en bij de 2,5 miljoen euro voor hem betaalde, wat hem ook de duurste inkomende transfer ooit maakte voor de Gentenaars. Op 31 januari 2016 maakte hij zijn debuut voor KAA Gent in een thuiswedstrijd tegen Waasland-Beveren. Schoofs viel na de rust in voor Lucas Deaux. De wedstrijd eindigde op 2-1 in het voordeel van de Gentenaars.

### Mechelen
Rob kon niet doorbreken bij AA Gent en verhuisde in 2017 naar KV Mechelen. In zijn eerste seizoen bij de club kon degradatie uit Eerste klasse A echter niet vermeden worden. In het seizoen 2018/19 werd Schoofs met Mechelen kampioen in Eerste Klasse B waardoor Mechelen na één seizoen dus al terugkeerde naar het hoogste niveau. Daarnaast werd ook de Beker van België gewonnen. Op 27 juni 2020 werd het contract van Schoofs verlengd tot juni 2024, nadien werd zijn contract nogmaals verlengd tot 2027.

## Statistieken
| Seizoen         | Club            | Land            | Competitie         | Competitie | Competitie | Beker | Beker | Andere | Andere | Internationaal | Internationaal | Totaal | Totaal |
| Seizoen         | Club            | Land            | Competitie         | Wed.       | Dlp.       | Wed.  | Dlp.  | Wed.   | Dlp.   | Wed.           | Dlp.           | Wed.   | Dlp.   |
| --------------- | --------------- | --------------- | ------------------ | ---------- | ---------- | ----- | ----- | ------ | ------ | -------------- | -------------- | ------ | ------ |
| 2010/11         | STVV            | Vlag van België | Jupiler Pro League | 2          | 0          | 0     | 0     | -      | -      | -              | -              | 2      | 0      |
| 2011/12         | STVV            | Vlag van België | Jupiler Pro League | 9          | 0          | 0     | 0     | -      | -      | -              | -              | 9      | 0      |
| 2012/13         | STVV            | Vlag van België | Tweede Klasse      | 22         | 0          | 3     | 0     | -      | -      | -              | -              | 25     | 0      |
| 2013/14         | STVV            | Vlag van België | Tweede Klasse      | 21         | 5          | 0     | 0     | -      | -      | -              | -              | 21     | 5      |
| 2014/15         | STVV            | Vlag van België | Tweede Klasse      | 31         | 6          | 1     | 0     | -      | -      | -              | -              | 32     | 6      |
| 2015/16         | STVV            | Vlag van België | Jupiler Pro League | 23         | 2          | 2     | 0     | -      | -      | -              | -              | 25     | 2      |
| 2015/16         | KAA Gent        | Vlag van België | Jupiler Pro League | 5          | 0          | 0     | 0     | -      | -      | 0              | 0              | 5      | 0      |
| 2016/17         | KAA Gent        | Vlag van België | Jupiler Pro League | 14         | 1          | 2     | 1     | 0      | 0      | 2              | 0              | 18     | 2      |
| 2017/18         | KV Mechelen     | Vlag van België | Jupiler Pro League | 21         | 2          | 1     | 0     | 0      | 0      | 0              | 0              | 22     | 2      |
| 2018/19         | KV Mechelen     | Vlag van België | Eerste klasse B    | 27         | 5          | 6     | 0     | 2      | 0      | 0              | 0              | 35     | 5      |
| 2019/20         | KV Mechelen     | Vlag van België | Eerste klasse A    | 26         | 3          | 0     | 0     | 1      | 0      | 0              | 0              | 27     | 3      |
| 2020/21         | KV Mechelen     | Vlag van België | Eerste klasse A    | 40         | 7          | 3     | 1     | 0      | 0      | 0              | 0              | 43     | 8      |
| 2021/22         | KV Mechelen     | Vlag van België | Eerste klasse A    | 35         | 4          | 2     | 0     | 0      | 0      | 0              | 0              | 37     | 4      |
| 2022/23         | KV Mechelen     | Vlag van België | Eerste klasse A    | 27         | 7          | 6     | 1     | 0      | 0      | 0              | 0              | 33     | 8      |
| 2023/24         | KV Mechelen     | Vlag van België | Eerste klasse A    | 38         | 7          | 0     | 0     | 1      | 0      | 0              | 0              | 39     | 7      |
| 2024/25         | KV Mechelen     | Vlag van België | Eerste klasse A    | 38         | 6          | 2     | 0     | 0      | 0      | 0              | 0              | 40     | 6      |
| 2025/26         | KV Mechelen     | Vlag van België | Eerste klasse A    | 4          | 1          | 0     | 0     | 0      | 0      | 0              | 0              | 4      | 1      |
| Carrière totaal | Carrière totaal | Carrière totaal | Carrière totaal    | 383        | 56         | 28    | 3     | 4      | 0      | 2              | 0              | 417    | 59     |

## Palmares
| Competitie               | Aantal            | Jaren             |                   |                   |
| Sint-Truidense VV        | Sint-Truidense VV | Sint-Truidense VV | Sint-Truidense VV | Sint-Truidense VV |
| ------------------------ | ----------------- | ----------------- | ----------------- | ----------------- |
| Nationaal                |                   |                   |                   |                   |
| Kampioen Tweede Klasse   | 1x                | 2014/2015         |                   |                   |
| KV Mechelen              |                   |                   |                   |                   |
| Nationaal                |                   |                   |                   |                   |
| Kampioen Eerste Klasse B | 1x                | 2018/2019         |                   |                   |
| Beker van België         | 1x                | 2019              |                   |                   |

## Internationaal
Schoofs speelde al voor de U16, U17 en U19 van het Belgisch voetbalelftal.